# Beaver Springs
Beaver Springs és una concentració de població designada pel cens dels Estats Units a l'estat de Pennsilvània. Segons el cens del 2000 tenia 634 habitants.

## Demografia
Segons el cens del 2000, Beaver Springs tenia 634 habitants, 267 habitatges, i 190 famílies. La densitat de població era de 99,1 habitants per quilòmetre quadrat.
Dels 267 habitatges en un 30,7% hi vivien nens de menys de 18 anys, en un 58,8% hi vivien parelles casades, en un 9,4% dones solteres, i en un 28,5% no eren unitats familiars. En el 25,5% dels habitatges hi vivien persones soles el 14,6% de les quals corresponia a persones de 65 anys o més que vivien soles. El nombre mitjà de persones vivint en cada habitatge era de 2,37 i el nombre mitjà de persones que vivien en cada família era de 2,83.
Per edats la població es repartia de la següent manera: un 22,2% tenia menys de 18 anys, un 5,8% entre 18 i 24, un 27% entre 25 i 44, un 26,7% de 45 a 60 i un 18,3% 65 anys o més.
L'edat mediana era de 42 anys. Per cada 100 dones de 18 o més anys hi havia 87,5 homes.
La renda mediana per habitatge era de 30.000 $ i la renda mediana per família de 35.987 $. Els homes tenien una renda mediana de 27.120 $ mentre que les dones 18.125 $. La renda per capita de la població era de 14.796 $. Entorn del 7,3% de les famílies i el 7,9% de la població estaven per davall del llindar de pobresa.

## Poblacions més properes
El següent diagrama mostra les poblacions més properes.